# Lucien Van Impe
Lucien Van Impe, född 20 oktober 1946 i Mere, Erpe-Mere, Belgien, är en flamländsk före detta professionell tävlingscyklist.
Van Impe tävlade mellan 1969 och 1987. Han var som bäst i långa etapplopp som Tour de France, där han startade 15 gånger och kom i mål varje gång. Van Impe vann Tour de France 1976. Han var framförallt en klättrare, bäst i sin generation och en av de bästa genom tiderna.
Van Impe ger spanjoren Federico Bahamontes, som också var en berömd klättrare med smeknamnet "Örnen från Toledo", äran för starten på sin karriär. Bahamontes använde sitt inflytande för skaffa ett professionellt kontrakt till Van Impe. Van Impe vann den röd-prickiga tröjan som segrare i bergspristävlingen sex gånger, en notering som han delar med Federico Bahamontes. Det gällde också som rekord fram till 2004 då Richard Virenque vann för sjunde gången.

## Meriter
Tour de France
 Totalseger – 1976
 Bergspristävlingen – 1971, 1972, 1975, 1977, 1981, 1983
9 etapper
Giro d'Italia
 Bergspristävlingen – 1982, 1983
1 etapp
Vuelta a España
1 etapp
 Nationsmästerskapens linjelopp – 1983

## Stall
- Sonolor 1969–1974
- Gitane-Campagnolo 1975–1976
- Lejeune-BP 1977
- C&A 1978
- KAS-Campagnolo 1979
- Marc-Carlos-V.R.D. 1980
- Boston Mavic 1981
- Metauro Mobili 1982–1984
- Santini-Krups 1985
- Dormilon 1986
- Sigma 1987